# گیلبرت اسکن
گیلبرت اسکن یا اسکین (۱۵۲۳–۱۵۹۹) (به انگلیسی: Gilbert Skene) پزشک دربار سلطنتی اسکاتلند ۱۵۲۲/۳–۱۵۹۹ بود.

## زندگینامه
او در بانددل، آبردین شایر متولد شد. پدرش جیمز اسکن، یک دفتر اسناد رسمی داشت، پدرش پسر الکساندر اسکن از اسکن و الیزابت فوربس، دختر لرد فوربس بود. او در نبرد پینکی کشته شد. مادرش جانت لومزدن بود. وکیل جان اسکن برادر کوچکتر او بود.
او در مدرسه گرامر آبردین و سپس در کالج شاه، آبردین تحصیل کرد.
در سال ۱۵۵۶، به عنوان استاد پزشکی در کالج کینگ، آبردین (۱۵۵۶–۱۵۷۵) منصوب شد. در سال ۱۵۶۸، او Ane Breve Description of the Pest را نوشت که علائمی را که قربانیان طاعون ممکن است نشان دهند، ابزارهای پیشگیری و درمان را ارائه می‌دهد. این کتاب به زبان اسکاتلندی به جای لاتین که معمولاً در آثار پزشکی استفاده می‌شود نوشته شده و توسط رابرت لکپرویک در ادینبورگ منتشر شده‌است.
او در سال ۱۵۶۹ با آگنس لاوسون، بیوه یک تاجر ادینبورگی، جان اودرت، فروشنده خز، صاحب کشتی و برادر نیکول اودرت ازدواج کرد. وی در سال ۱۵۷۵ به ادینبورگ نقل مکان کرد و خانه ای در خیابان نیدری خرید.
در سال ۱۵۸۰، شرح مختصری از کیفیت و تأثیرات چاه تپه زن را در کنار Abirdene در مورد چاه O'Spa در آبردین منتشر کرد.
او در ۱۶ ژوئن ۱۵۸۱ به عنوان پزشک پادشاه جیمز ششم منصوب شد. حقوق سالانه ۳۰۰ او مرک (سکه) بود. تا سال ۱۵۹۷ سالانه ۲۰۰ پوند اسکاتلندی دریافت می‌نمود. همچنین در سال ۱۵۸۱، گیلبرت مونکریف و اسکن رابرت استوارت، ارل مارس را مورد بررسی قرار دادند تا نشان دهند که او قادر به ایفای نقش خود در ازدواج نیست، به طوری که الیزابت استوارت بتواند برای ازدواج با جیمز استوارت، ارل آرن، طلاق بگیرد.
او در سال ۱۵۹۳ خانه خود در ادینبورگ را به برادرش جان اسکن فروخت و احتمالاً از مطب پزشکی خود در ادینبورگ بازنشسته شد. سر انجام در سال ۱۵۹۹ درگذشت.
خواهرزاده‌ها و برادرزاده‌هایش با بیوه‌اش اگنس لاوسون دربارهٔ تقسیم اموال او اختلاف داشتند.